# 8,1-cm-Festungsminenwerfer 1956/60
Der 8,1-cm-Festungsminenwerfer 1956/60 (Fest Mw 56, später 60) war ein Minenwerfer der Schweizer Armee. Er wurde von der Eidgenössischen Waffenfabrik in Bern hergestellt.

## Geschichte
Bereits im Zweiten Weltkrieg entstand in der Schweiz ein Vorläufer des 8,1-cm-Festungsminenwerfers 1956/60. Dabei wurden befestigte Anlagen gebaut, um die Infanteriemörser 8,1 cm Minenwerfer 1933 und deren Bediener unterzubringen. Meistens handelte es sich dabei um geschützte Truppenunterkünfte mit betonierten Minenwerferstellungen an der Außenseite. Bekannt sind z. B. die Anlagen A382 und A391 oberhalb vom Artilleriewerk Chillon. Später entstanden kompakten, unterirdischen Stahlbetonbauten, in denen unter einer Panzerkuppel ein 8,1 cm Minenwerfer 1933 auf einer drehbaren Plattform (Drehlafette) stand. Bekannt sind z. B. die Anlagen A42 und A43 beim Artilleriewerk Champex.
Diese Idee wurde Anfang der 1950er-Jahre wieder aufgegriffen und zum 8,1-cm-Festungsminenwerfer 1956 weiterentwickelt. Ab Mitte der 1950er Jahre wurden verschiedene Sperrstellen mit 8,1-cm-Festungsminenwerfern verstärkt, die verbunkert eingebaut wurden. Die Minenwerferanlagen wurden sowohl unter Fels als auch aus vorfabrizierten Elementen oder integriert in bestehende Festungen sowie als Monoblock-Festungen gebaut.
Die erste Stellung als Felswerk für zwei Festungsminenwerfer wurde in der Sperrstelle Lona-Mondascia errichtet. Die beiden Werfer liegen hier rund 30 Meter auseinander. Bei der späteren Generation von Anlagen aus vorfabrizierten Elementen lagen die Werfer 10 Meter auseinander und hatten bereits getrennte Räume für Munition, Unterkunft, Kommando und Kompressor. Die nächste Generation waren die Monoblockanlagen ohne Unterkunft und später mit kompletter Infrastruktur.
Mit den Festungsminenwerfern wurden zwischen 1955 und 1979 vor allem die Sperrstellen bei den Alpenpässen (Gotthard, Ofenpass, Flüela, Julier, Bernina, Klausen), auf den Alpentransitachsen (LONA, Russein, Trimmis), in den Festungen (Follatères, Savatan, Dailly, Magletsch, Molinära, Kastels, Airolo, Stalusa) und im nördlichen Grenzgebiet entlang des Oberrheins (Kantone Thurgau und Zürich) verstärkt.
Im Sommer 1956 wurden 12 Festungsminenwerfer 56 produziert und eingebaut. Die letzte Anlage wurde um 1980 gebaut. Insgesamt wurden 52 Mörser in 24 Bunkern verbaut. Um 1998 wurden die Anlagen schrittweise aufgehoben und vielerorts durch die leistungsfähigeren 12 cm Festungsminenwerfer 1959 ersetzt.

## Konstruktion
Der 8,1-cm-Festungsminenwerfer ist ein als Hinterlader konstruierter Minenwerfer, der ausschliesslich 8,1-cm-Wurfgranaten mit Ladung 0-6 verschiesst und keine Wurfminen verschiessen kann.
Das Geschütz besteht aus der Kuppel oder Panzerung, dem Rohr mit Rohraufhängung, der Verschlusshülse mit der Verschlussschraube sowie der Lafette und der Druckluftanlage. Die Panzer- oder Betonkuppeln der Geschützstände haben einen Radius von 1,5 Meter. Die Kuppeln dienen zur Rohraufhängung und schützen die Bedienungsmannschaft gegen feindliche Einwirkungen und gegen die Schiessgase, die beim Schiessen entstehen. Der Rückstoss von maximal 25 Tonnen wird von einem am Rohr aufgehängten Kugelgelenk aufgefangen und auf die Kuppel und deren Abstützung übertragen.
Das Rohr wird an einer Kugelfassung im Scheitelpunkt der Kuppel mittels Bajonettverschluss fixiert. Die Lafette ist mit einer drehbaren und in der Höhe mit zwei Führungsbögen verstellbaren Säule senkrecht unter der Gelenkkugel auf einem Betonsockel montiert. Die Grundplatte und einer der Bögen sind mit Skalen für das genaue Einstellen von Seite und Elevation versehen. Für die nötige Druckluft wurde ausserhalb des Geschützstandes ein Kompressor installiert. Die Rohrausschussöffnungen waren mit runden Abdeckhauben aus Blech getarnt.

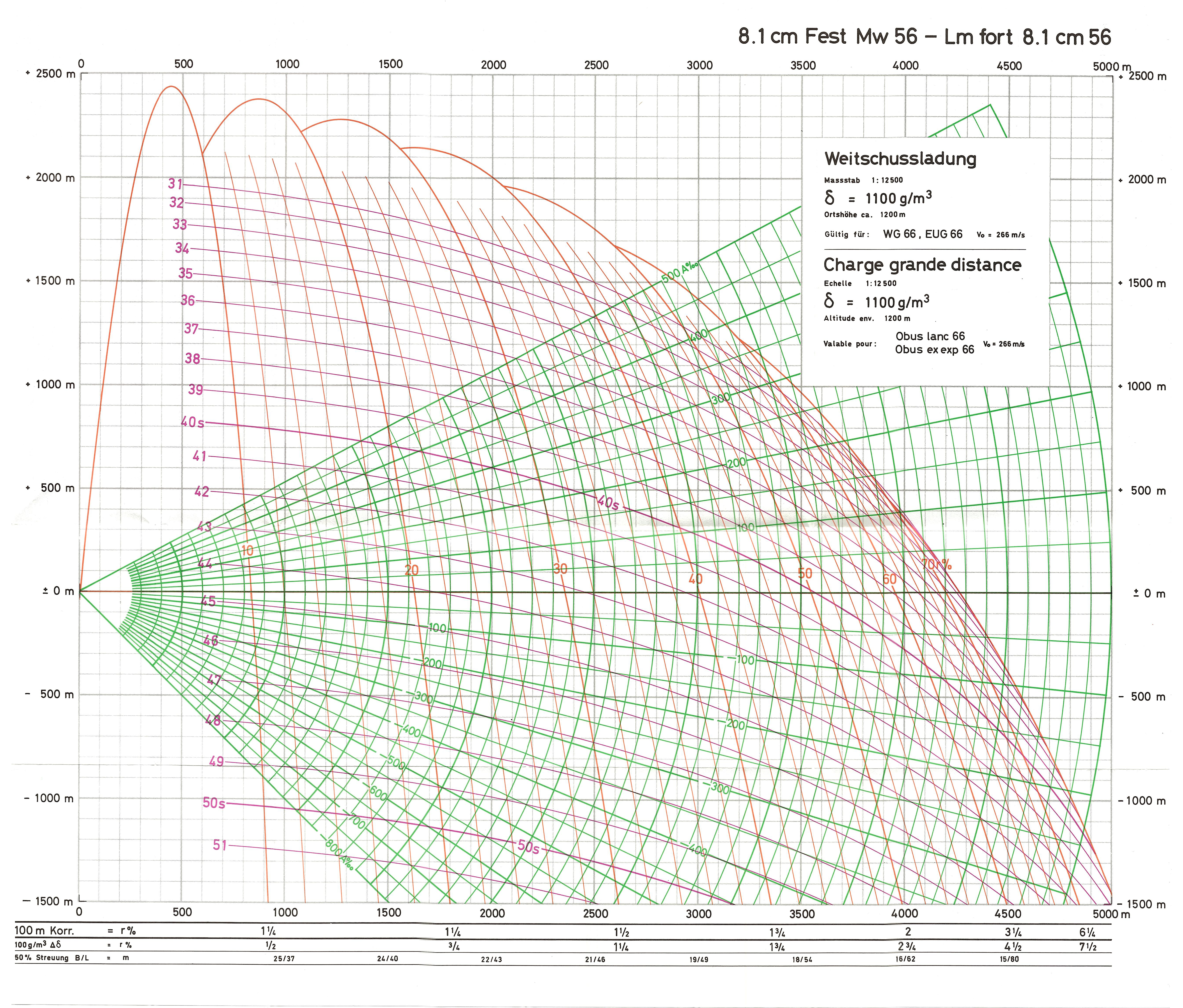
Flugbahnkarte bei Zusatzladung
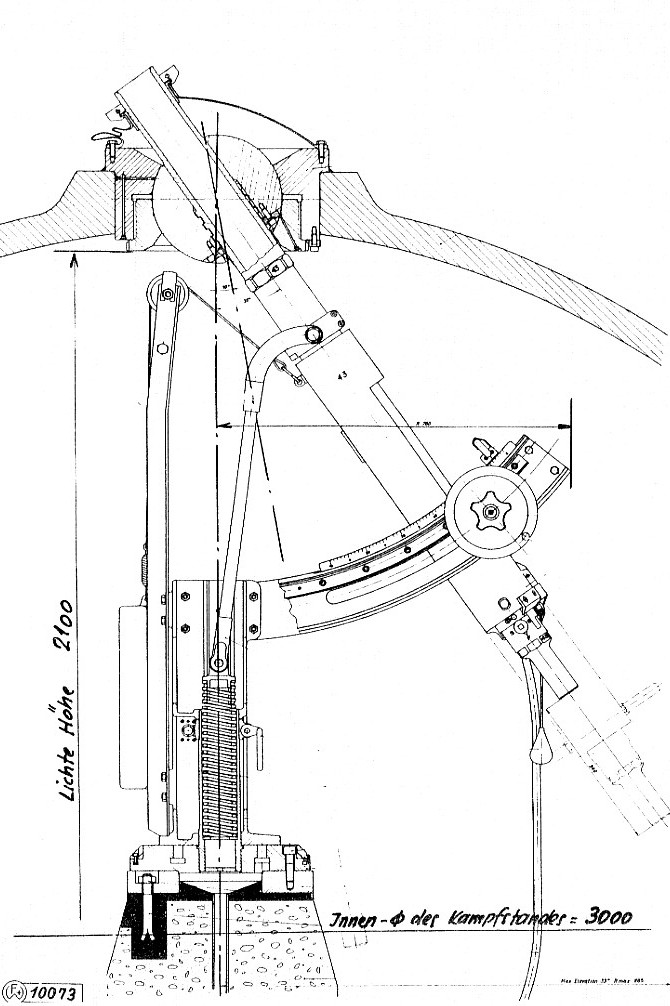
Skizze eingebauter 8,1 cm Fest Mw
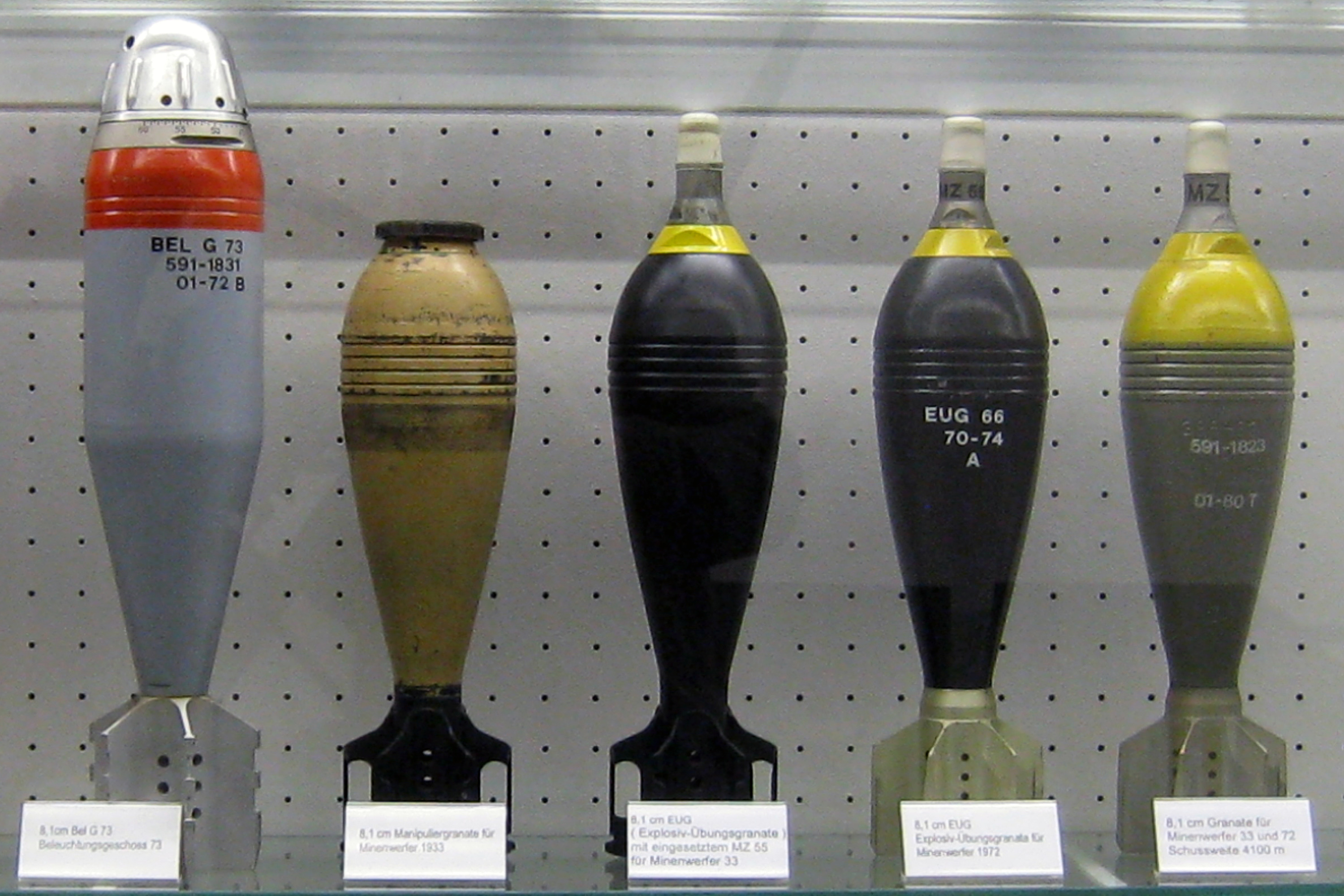
Munition für 8,1 cm Fest Mw

## Bedienung und Munition
Für zwei Geschütze wurde die Mannschaft in einem Zug zusammengefasst, der aus dem Zugführer, zwei Gruppenführern und zehn Minenwerferkanonieren bestand. Pro Geschütz gab es je einen Gruppenführer, Geschützschef, Richter, Lader, Munitionswart und Munitionsträger.
Bei der Munition (Reglement 1965) wurde zwischen Kriegsgranaten («Wurfgranaten») und Übungsgranaten («Explosiv-Übungsgranaten») unterschieden. Die Wurfgranate wurde aus Stahl oder Spezialguss hergestellt und war mit einem Momentan-Verzögerungs-Zünder (MVZ) ausgerüstet. Als Sprengladung enthielt sie TNT (Trotyl), das je nach MVZ beim Aufschlag oder kurz nach dem Aufschlag detonierte und den Geschosskörper in viele Splitter zerlegte. Die maximale Schussdistanz betrug ja nach Munition 3,1 bis 4,4 km. Die Übungswurfgranate besass eine Schwarzpulverladung, deren Detonation lediglich den Geschosskopf zersplitterte.

## Standorte 8,1-cm-Festungsminenwerfer
| Anlagenummer | Sperrstelle / Festung | Gemeinde      | Kanton     | Bemerkungen                                           | ⊙ |
| ------------ | --------------------- | ------------- | ---------- | ----------------------------------------------------- | - |
| A 66         | Follatères            | Dorénaz       | Wallis     | 2 Stück, an Felswerk angebaut                         | ⊙ |
| A 200        | Savatan inférieur     | Lavey-Morcles | Waadt      | 2 Stück, an Felswerk angebaut                         | ⊙ |
| A 250        | Dailly                | Lavey-Morcles | Waadt      | 4 Stück, an Felswerk angebaut                         | ⊙ |
| A 5575       | Josenbuck             | Schlattingen  | Thurgau    | 2 Stück, Monoblock ohne Infrastruktur                 | ⊙ |
| A 5576       | Junkerenboden         | Schlattingen  | Thurgau    | 2 Stück, Monoblock ohne Infrastruktur                 | ⊙ |
| A 6020       | Magletsch             | Wartau        | St. Gallen | 2 Stück, an Felswerk angebaut                         | ⊙ |
| A 6315       | Molinära              | Trimmis       | Graubünden | 2 Stück, an Felswerk angebaut                         | ⊙ |
| A 6329       | Neuburg               | Untervaz      | Graubünden | 2 Stück, separates Felswerk                           | ⊙ |
| A 6400       | Castels               | Mels          | St. Gallen | 4 Stück, an Felswerk angebaut                         | ⊙ |
| A 7616       | Susch West            | Susch         | Graubünden | 2 Stück, Monoblock mit Infrastruktur                  | ⊙ |
| A 7658       | Ova Spin              | Zernez        | Graubünden | 2 Stück, Monoblock mit Infrastruktur                  | ⊙ |
| A 7664       | Berninapass           | Poschiavo     | Graubünden | 2 Stück, Monoblock mit Infrastruktur                  | ⊙ |
| A 7665       | Julier                | Bivio         | Graubünden | 2 Stück, Monoblock mit Infrastruktur                  | ⊙ |
| A 7756       | Flüelapass            | Bivio         | Graubünden | 2 Stück, Monoblock mit Infrastruktur                  | ⊙ |
| A 8146       | Osogna                | Osogna        | Tessin     | 2 Stück, separates Felswerk ohne Infrastruktur        | ⊙ |
| A 8314.1     | Foppa 1               | Airolo        | Tessin     | 1 Stück, Monoblock ohne Infrastruktur                 | ⊙ |
| A 8314.2     | Foppa 2               | Airolo        | Tessin     | 1 Stück, Monoblock ohne Infrastruktur (abgebaut)      | ⊙ |
| A 8389       | Gotthard              | Airolo        | Tessin     | 2 Stück, Monoblock mit Infrastruktur                  | ⊙ |
| A 8717       | Lumpegna              | Disentis      | Graubünden | 2 Stück, separates Felswerk mit Infrastruktur         | ⊙ |
| A 8726       | Bodenwald             | Attinghausen  | Uri        | 2 Stück, Monoblock mit Infrastruktur (abgebaut)       | ⊙ |
| A 8744       | Klausenpass           | Unterschächen | Uri        | 2 Stück, separates Felswerk mit Infrastruktur         | ⊙ |
| F 6525       | Kyburgerstein         | Unterschlatt  | Thurgau    | 2 Stück, Fertigelemente ohne Infrastruktur            | ⊙ |
| F 6565       | Espi                  | Trüllikon     | Zürich     | 2 Stück, Fertigelemente ohne Infrastruktur (abgebaut) | ⊙ |
| F 6597       | Türni                 | Unterschlatt  | Thurgau    | 2 Stück, Fertigelemente ohne Infrastruktur            | ⊙ |

## Museen
8,1-cm-Festungsminenwerfer befinden sich in den folgenden Museen:
- Stiftung HAM, Thun (Nr. 13)
- Artilleriewerk Waldbrand, Beatenberg (Nr. 58) A 1880
- Festung Reuenthal (Nr. 42) A 4263
- Forte Lona-Mondiasca, Biasca (Nr. 72) A 8158
- Forte Airolo (Nr. 60), Airolo A 8310
- Lumpegna, Disentis A 8717